# بورصة نيويورك
بورصة نيويورك (بالإنجليزية: New York Stock Exchange ويشار لها اختصاراً بـ NYSE)‏، تقع في مدينة نيويورك شارع وول ستريت وهي أكبر سوق لتبادل الأوراق المالية في الولايات المتحدة الأمريكية من حيث تعاملاتها (بالدولار وثاني أكبر بورصة من حيث عدد الشركات المدرجة حيث اجتازها سوق نازداك عام 1990, ولكن القيمة السوقية للشركات المدرجة أو ما يعرف بالرسملة السوقية فهي أكبر بخمس أضعاف عن الشركات المدرجة في سوق نازداك).
حيث تضم بورصة نيويورك أسهم لـ 2,764 شركة (مقابل نحو 3200 في بورصة نازداك)، وقيمة سوقية إجمالية لأسهم الشركات فيها بنحو 25 تريليون دولار بنهاية 2006.
وقد اندمجت مجموعة بورصة نيويورك مع البورصة الأوروبية يورونكست لتشكيل NYSE Euronext والتي أصبحت بذلك أول سوق عالمي للأوراق المالية.

## المؤشرات
تحوي بورصة نيويورك على عدة مؤشرات لقراءة القطاعات الاقتصادية كمؤشر الداو جونز الصناعي لأكبر 30 شركة صناعية أمريكية ومؤشر S&P 500 أو ستاندرد اند بورز لأكبر 500 شركة مالية أمريكية.

## وصلات خارجية
- موقع بورصة نيويورك على الإنترنت
- التطبيق العملي لبيتا في الاسهم